# Sphaeralcea munroana
Sphaeralcea munroana är en malvaväxtart som först beskrevs av David Douglas och John Lindley, och fick sitt nu gällande namn av Édouard Spach och Samuel Frederick Gray. Sphaeralcea munroana ingår i släktet klotmalvor, och familjen malvaväxter.

## Underarter
Arten delas in i följande underarter:
- S. m. munroana
- S. m. subrhomboidea

## Bildgalleri

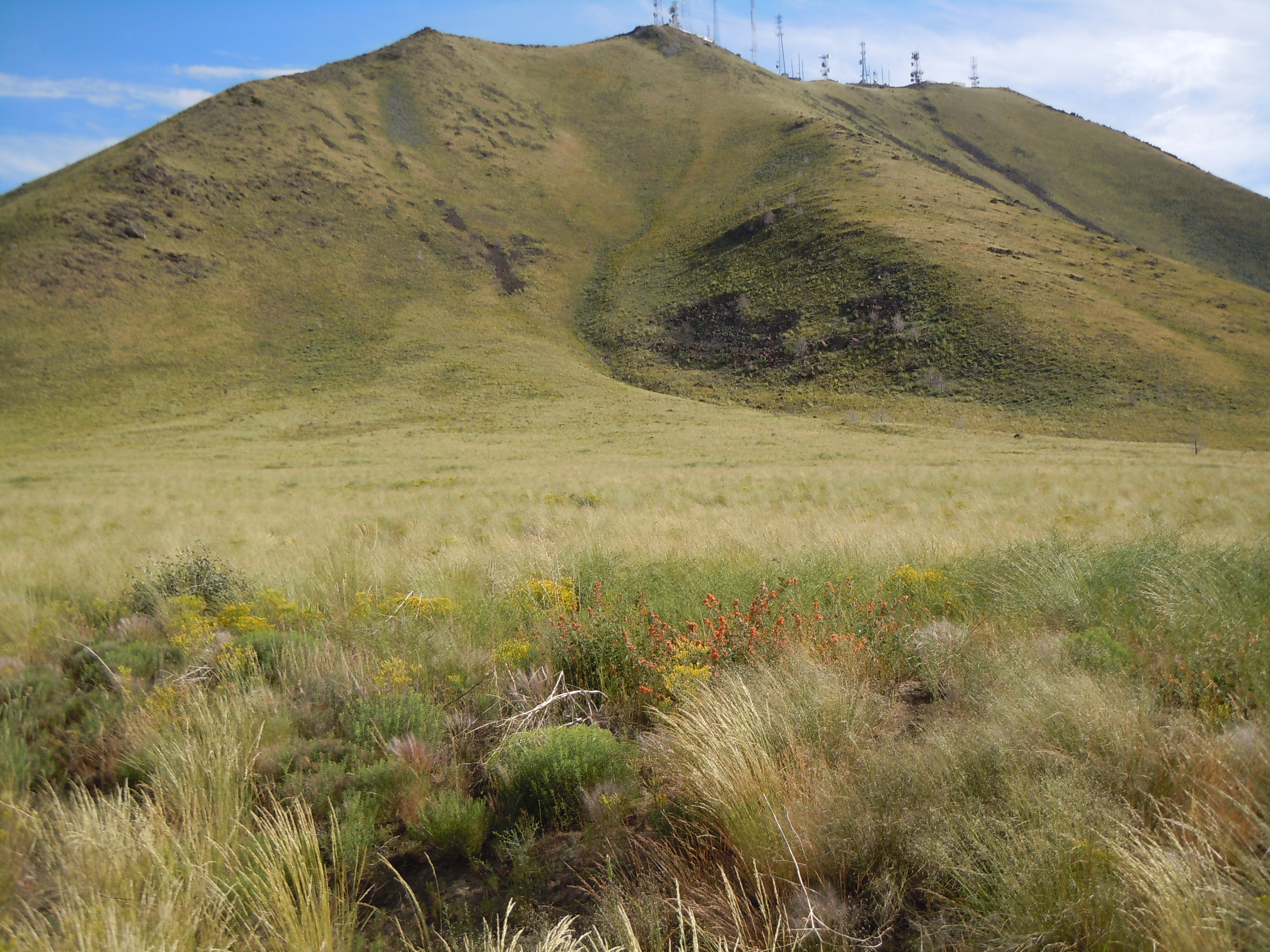
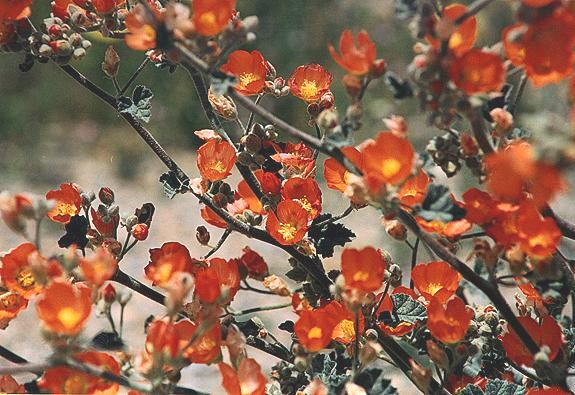
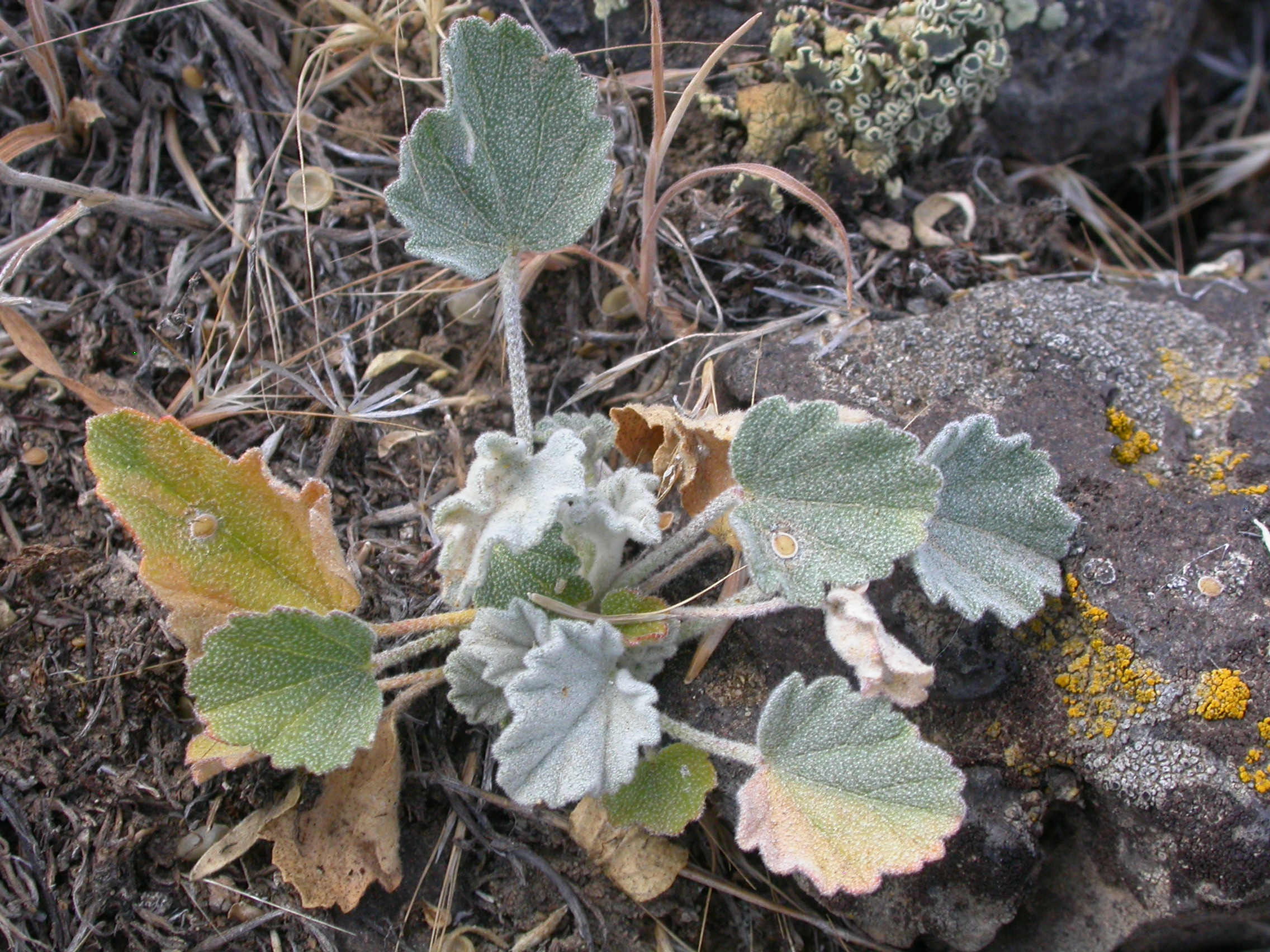
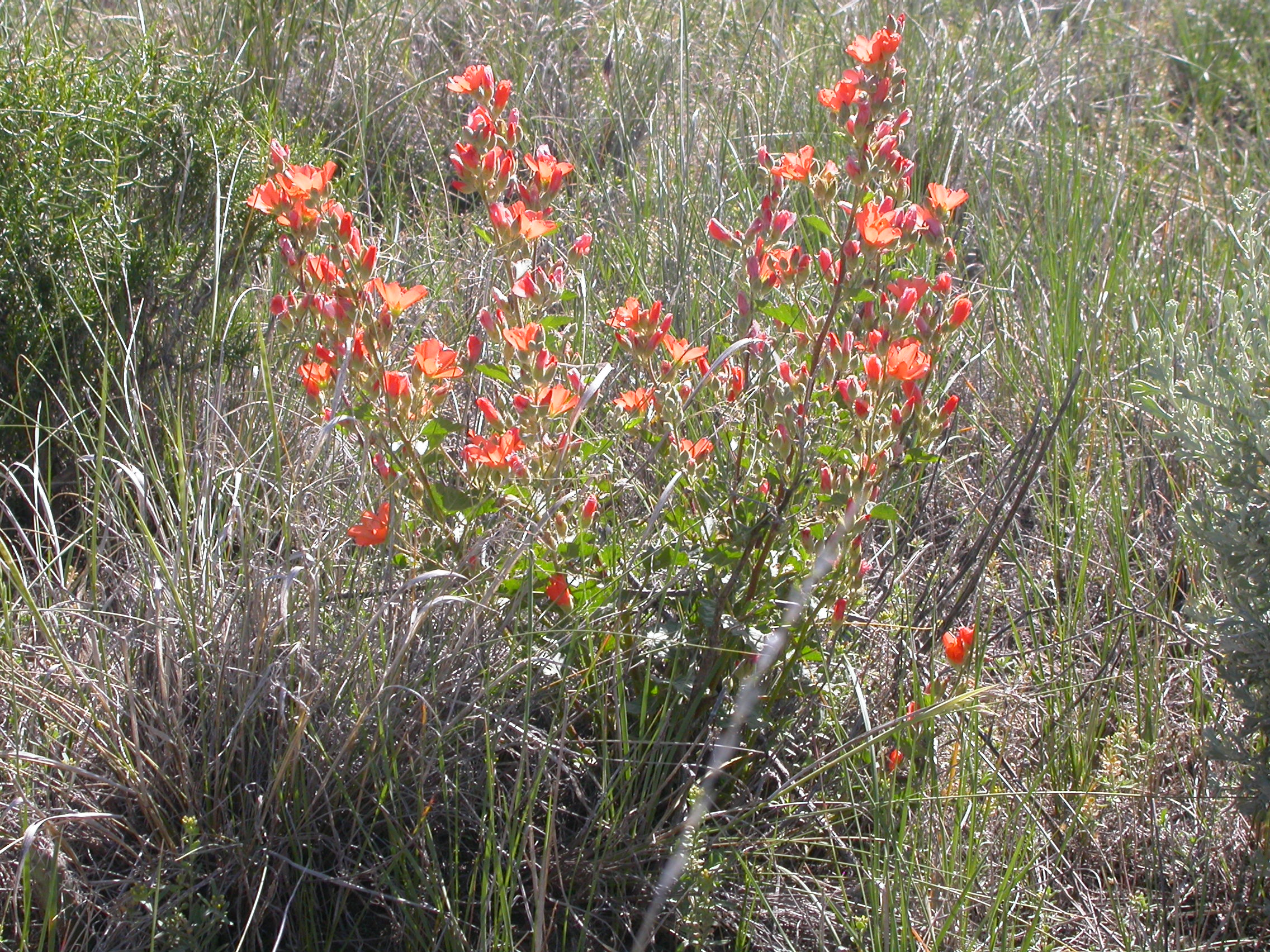
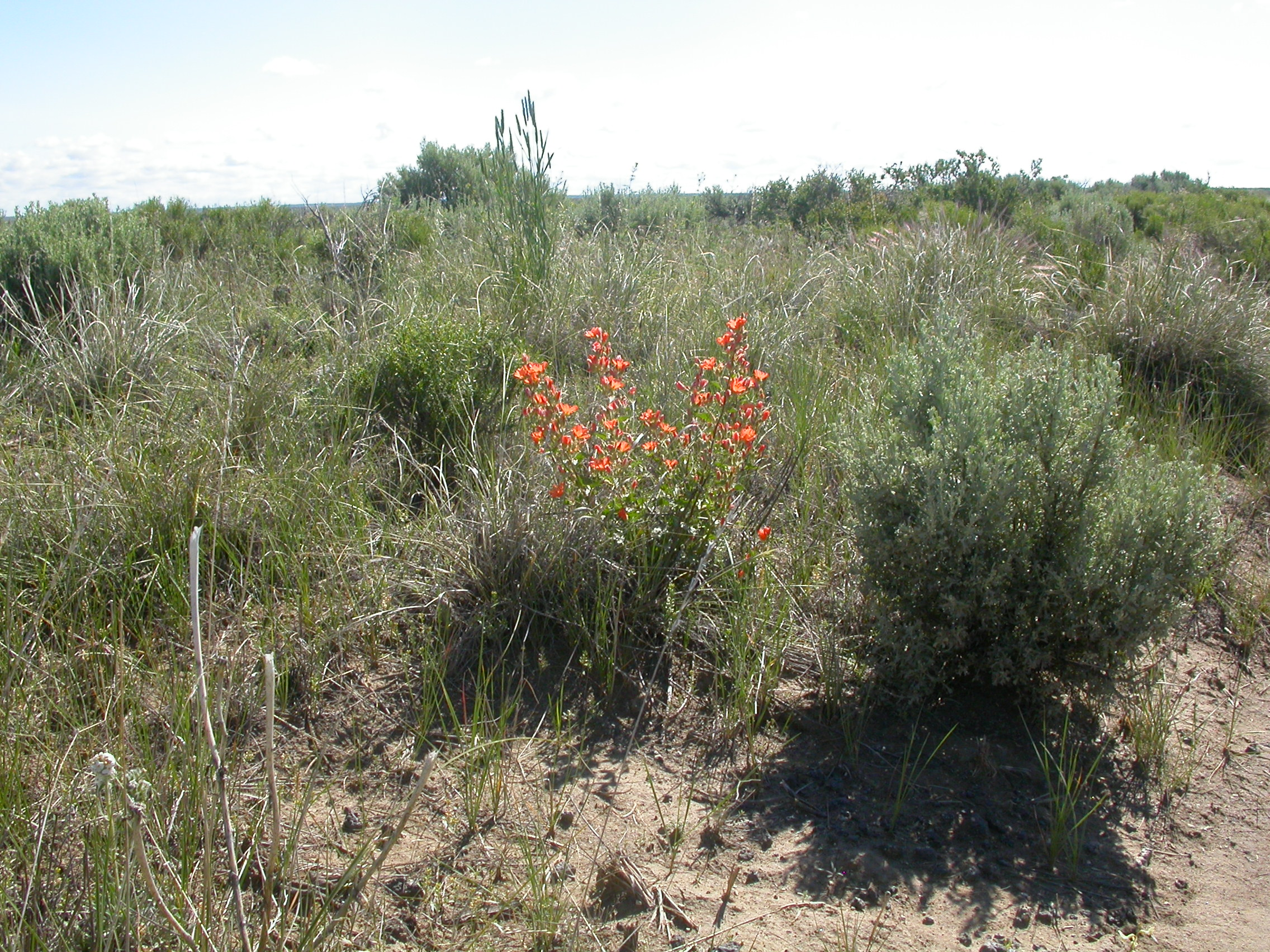
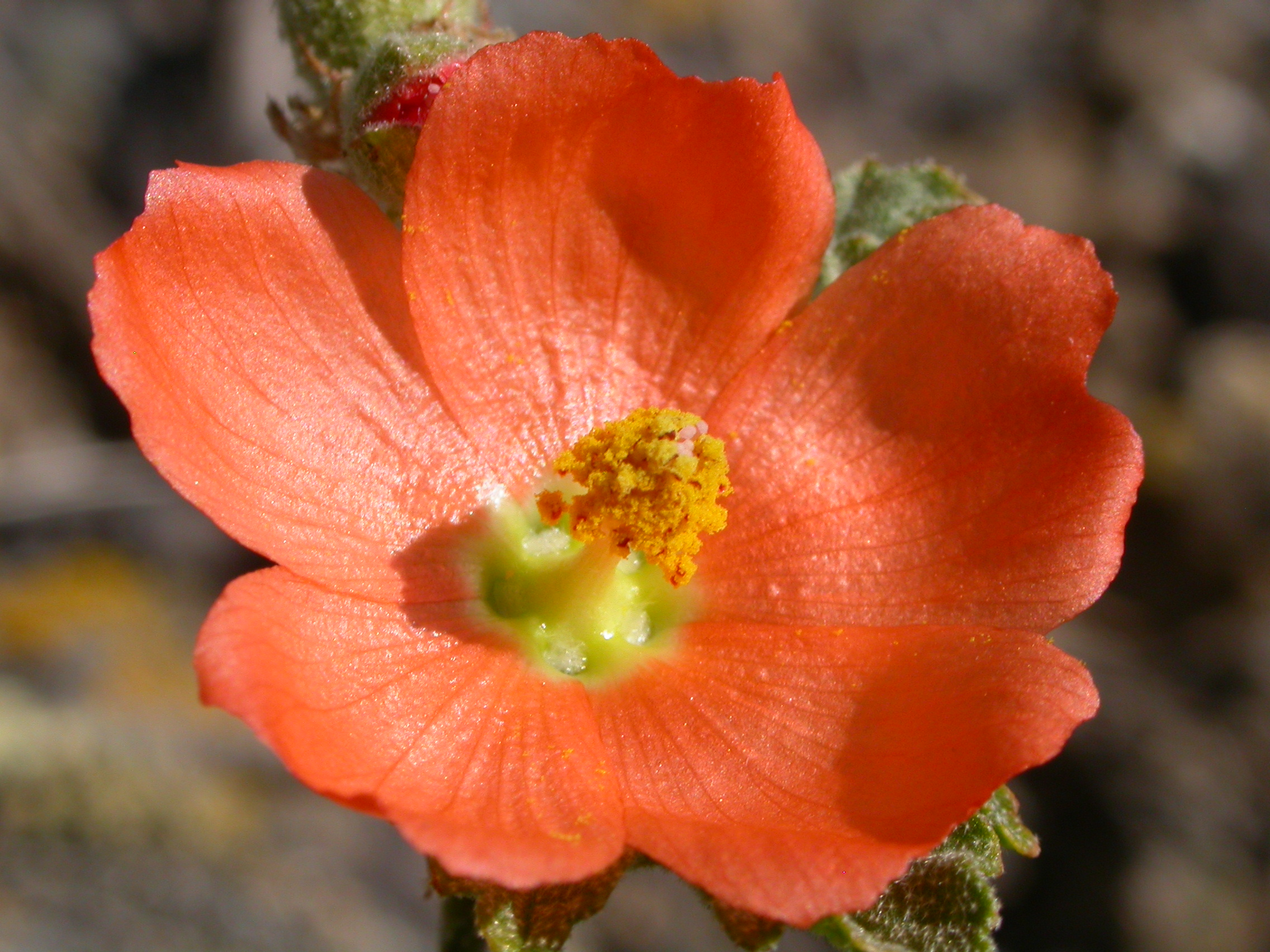